# 70-я гвардейская стрелковая дивизия
70-я гвардейская стрелковая Глуховская ордена Ленина, дважды Краснознамённая, орденов Суворова, Кутузова и Богдана Хмельницкого дивизия — тактическое соединение в составе Вооружённых сил СССР и сухопутных войск Вооружённых сил Украины.
Сокращённое наименование — 70 гв. сд.

## История
Соединение ведёт свою историю от 138-й стрелковой дивизии 1-го формирования.
Дивизия сформирована в Калининской области в сентябре 1939 года как 138-я горнострелковая дивизия. В её состав вошли 544-й, 650-й, 768-й стрелковые и 295-й артиллерийские полки.
138-я дивизия участвовала в советско-финской войне. 21 марта 1940 года за выполнение боевых задач при прорыве долговременной обороны награждена орденом Красного Знамени. В 1940 передислоцирована в Закавказский военный округ и в апреле 1941 преобразована в 138-ю горнострелковую дивизию в составе 344-го, 554-го, 650-го, 768-го горнострелковых, 536-го гаубичного и 295-го артиллерийских полков.

## В годы Великой Отечественной войны
С первых дней Великой Отечественной войны и до января 1942 года 138-я горнострелковая дивизия занимала оборону на границе с Турцией. В декабре 1941 года была переброшена в 51-ю армию Северо-Кавказского фронта, где приняли участие в Керченско-Феодосийской десантной операции.
С середины января 1942 года в составе войск 51-й армии Крымского фронта вела тяжёлые бои с превосходящими силами противника.
30 марта 1942 года была преобразована в 138-ю стрелковую дивизию. Под натиском преобладающих сил противника в мае вынуждена была отойти и переправиться из Крыма на Таманский полуостров. В течение июня — июля вела бои на Северо-Кавказском фронте в составе 44-й, затем 51-й армии.

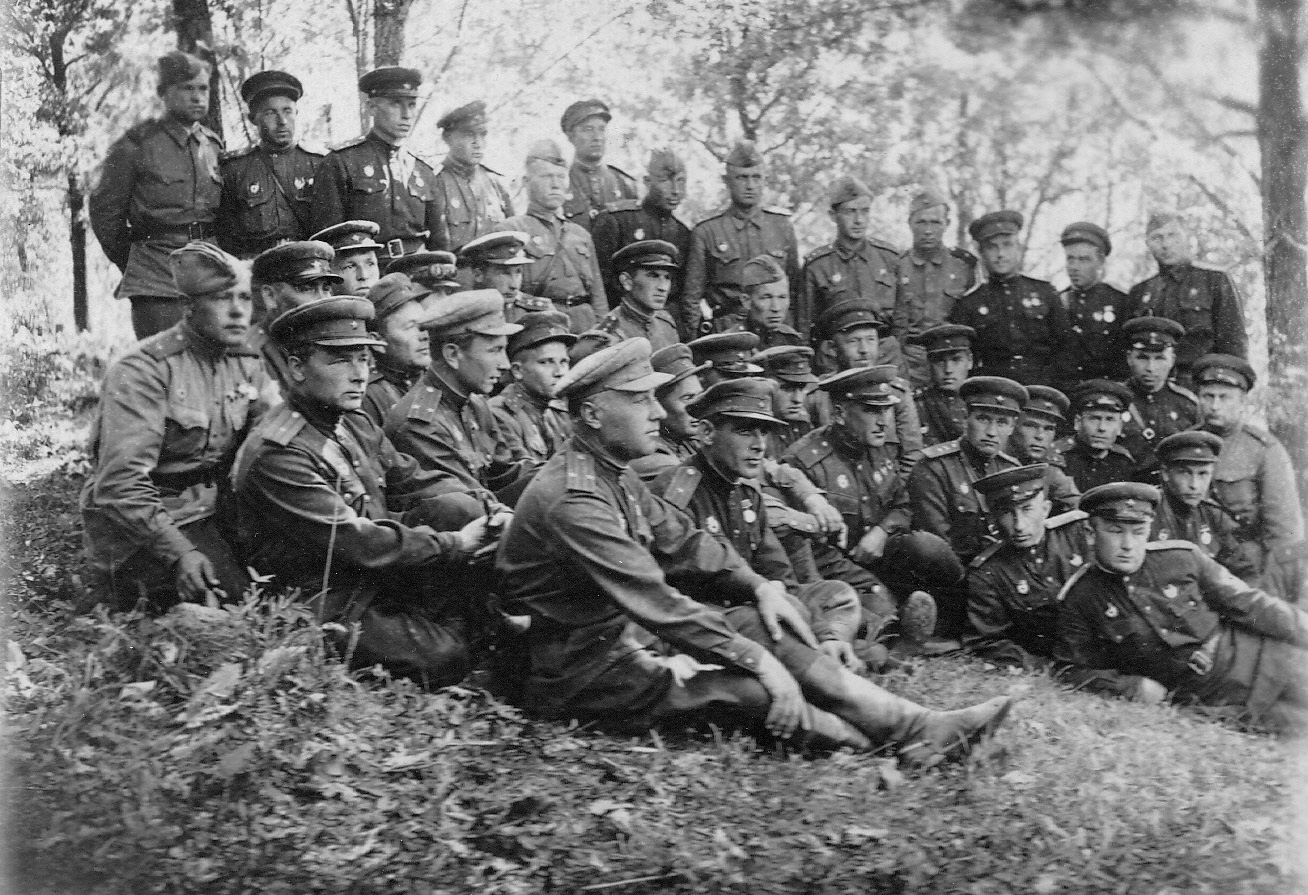
70-я Гвардейская стрелковая Краснознаменная дивизия. В центре сидит командир дивизии генерал-майор И. И. Людников, правее него (лежат): зам. по политчасти подполковник Титов Николай Иванович и начальник штаба полковник Шуба Василий Иванович. Конец мая — начало июня 1943 года.

С августа 1942 участвовала в Сталинградской битве 1942-43, вела боевые действия на вост. берегу р. Дон, затем юго-западнее Сталинграда, а с октября 1942 непосредственно в Сталинграде в составе 64-й, а затем 62-й армии. За мужество и героизм, проявленные личным составом в боях за Сталинград, 6 февраля 1943 года преобразована в 70-ю гвардейскую стрелковую дивизию

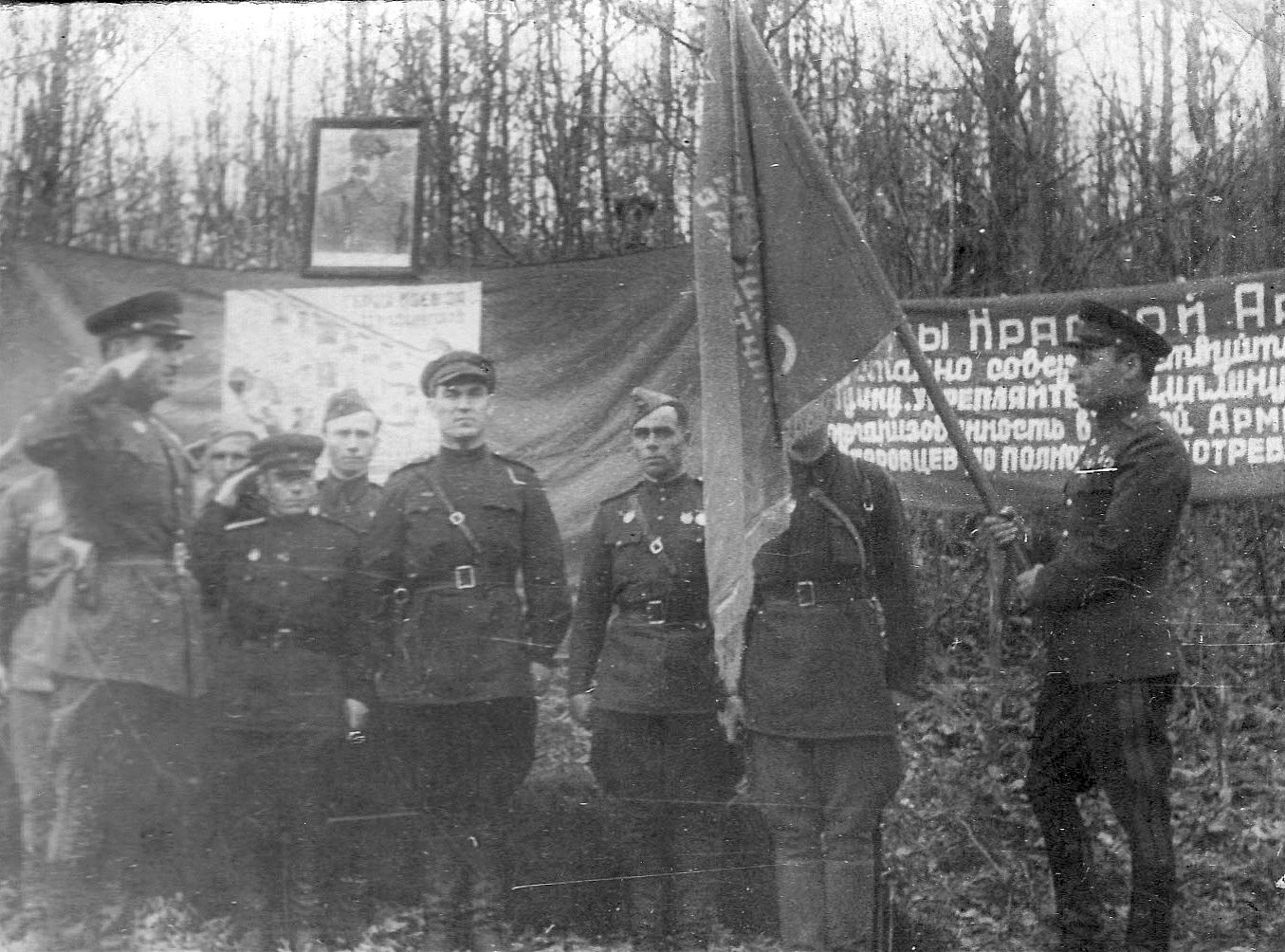
Командир 17-го Гвардейского стрелкового корпуса гвардии генерал-лейтенант Андрей Леонтьевич Бондарев вручает боевое Гвардейское знамя командиру 70-й Гвардейской СД генерал-майору Ивану Ильичу Людникову. 1 мая 1943 года.

В апреле 1943 переброшена на Орловско-Курское направление и летом 1943 участвовала в Курской битве.
21 июля 1943 в ожесточённом сражении в районе Ольховатка во взаимодействии с другими соединениями 13-й общевойсковой и 2-й танковой армий Центрального фронта сорвала все попытки немецко-фашистских войск прорваться к Курску. За мужество и героизм, проявленные в этих боях, награждена орденом Ленина.
Дивизия успешно действовала в составе войск Центрального фронта в ходе контрнаступления под Курском и освобождения Левобережной Украины. Во взаимодействии с 23-й танковой бригадой 9-го танкового корпуса 30 августа дивизия освободила г. Глухов, за что ей было присвоено почётное наименование «Глуховской» (31 авг 1944). За образцовое выполнение боевых задач при освобождении г. Бахмач (9 сент. 1943) дивизия награждена вторым орденом Красного Знамени.
В ночь на 21 сентября 1943 3-й стрелковый батальон 203-го гвардейского стрелкового полка дивизии под командованием гвардии капитана В. М. Косорукова первым вышел к Днепру и под сильным артиллерийским огнём противника начал форсирование на подручных переправочных средствах. К утру батальон занял плацдарм на прав. берегу реки, отражая неоднократные контратаки противника. Решительные действия батальона обеспечили успешное форсирование Днепра остальными частями дивизии. За доблесть и мужество Косорукову было присвоено звание Героя Советского Союза, а многие командиры и бойцы батальона удостоены высоких правительственных наград.
В конце 1943 и в первой половине 1944 года 70-я гвардейская стрелковая дивизия в составе войск 1-го Украинского фронта участвовала в освобождении Правобережной Украины (с 28 января и до конца войны она действовала в 38-й армии).
В Проскуровско-Черновицкой наступательной операции дивизия участвовала в боях за город Винница, за что 23 марта 1944 была награждена орденом Богдана Хмельницкого 2-й степени. В последующем вела боевые действия на правом берегу Днестра и участвовала в Львовско-Сандомирской наступательной операции.
В сентябре — октябре 1944 в ходе Восточно-Карпатской наступательной операции вела тяжёлые бои с противником, упорно оборонявшим горные проходы в Карпатах. В январе — феврале 1945 совместно с другими соединениями 38-й армии 4-го Украинского фронта наступала на Краковском направлении. За участие в разгроме противника в феврале в районе г. Бельско 5 апреля 1945 была награждена орденом Суворова 2-й степени. Вступив на территорию Чехословакии, дивизия 1 мая 1945 успешно содействовала войскам 1-й гв. армии в освобождении г. Богумин, за что была награждена орденом Кутузова 2-й степени (4 июня 1945). Завершающим этапом боевого пути дивизии было участие в Пражской операции 1945 года. Тысячи воинов дивизии были удостоены правительственных наград, а 41 из них присвоено звание Героя Советского Союза.

## Состав
- 203-й гвардейский стрелковый полк,
- 205-й гвардейский стрелковый полк,
- 207-й гвардейский стрелковый полк,
- 137-й гвардейский артиллерийский полк,
- 74-й отдельный гвардейский отдельный истребительно-противотанковый дивизион,
- 77-й отдельная зенитная артиллерийская батарея (до 20.04.1943),
- 69-й отдельная гвардейская разведывательная рота,
- 77-й отдельный гвардейский сапёрный батальон ,
- 99-й отдельный гвардейский батальон связи,
- 580-й отдельный медико-санитарный батальон,
- 72-й отдельная гвардейская рота химической защиты,
- 718-я автотранспортная рота,
- 655-я полевая хлебопекарня,
- 667-й дивизионный ветеринарный лазарет,
- 464-я полевая почтовая станция,
- 1785-я полевая касса Государственного банка.

Период вхождения в состав действующей армии: 26 марта 1943 — 11 мая 1945
Состав перед расформированием:
- Управление, в/ч 738491 (Ивано-Франковск);
- 203-й гвардейский мотострелковый Львовский Краснознамённый орденов Суворова, Богдана Хмельницкого и Александра Невского полк, в/ч 74230 (Надворная);

Всего: 31 Т-55, 4 БМП-1, 2 БРМ-1К, 3 2СЗ «Акация», 12 2С12 «Сани», 2 БМП-1КШ, 1 ПРП-4, 4 Р-145БМ, 2 МТП-1, 1 МТУ-20;
- 205-й гвардейский мотострелковый Ясловско-Бериславский дважды Краснознамённый орденов Суворова, Кутузова и Александра Невского полк, в/ч 04010 (Ивано-Франковск);

Всего: 31 Т-55, 5 Т-64, 6 БТР-70, 4 БТР-60, 4 БМП-1, 2 БРМ-1К, 12 2С12 «Сани», 4 Р-145БМ, 2 МТП-1, 1 МТУ-20;
- 207-й гвардейский мотострелковый Краснознамённый орденов Суворова, Кутузова и Богдана Хмельницкого полк, в/ч 71773 (Коломыя);

Всего: 31 Т-55, 4 БМП-1, 2 БРМ-1К, 12 БТР-60, 2 БТР-70, 12 2С12 «Сани», 4 Р-145БМ, 2 МТП-2, 1 МТУ;
- 104-й гвардейский танковый Бердичевский[4] Краснознамённый орденов Суворова и Богдана Хмельницкого полк[~ 1], в/ч 37767 (Коломыя);

Всего: 94 Т-55, 14 БМП-1, 2 БРМ-1К, 3 РХМ, 2 Р-145БМ, 3 МТУ-20;
- 137-й гвардейский артиллерийский Львовский Краснознамённый полк, в/ч 45349 (Коломыя)

Всего: 12 БМ-21 «Град», 1 ПРП-3, 1 ПРП-4, 3 1В18, 1 1В19, 1 Р-145БМ;
- 1159-й зенитный ракетный полк (Коломыя): 3 Р-156БТР, 5 МТ-ЛБТ;
- 947-я отдельный ракетный дивизион, в/ч 15328 (Ивано-Франковск);
- 1286-й отдельный противотанковый артиллерийский дивизион, в/ч 61251 (Ивано-Франковск): 22 МТ-ЛБТ;
- 91-й отдельный разведывательный батальон, в/ч 15329, Ивано-Франковск (10 БМП-1, 6 БРМ-1К, 2 Р-145БМ);
- 77-й отдельный гвардейский инженерно-сапёрный ордена Кутузова батальон, в/ч 45381 (Коломыя) (3 УР-67);
- 99-й отдельный гвардейский ордена Красной Звезды батальон связи, в/ч 24589, Ивано-Франковск (7 Р-145БМ, 1 Р-156БТР);
- 29-й отдельный ремонтно-восстановительный батальон, в/ч 26328 (Ивано-Франковск);
- отдельный медицинский батальон (Ивано-Франковск);
- 643-й отдельный батальон материального обеспечения (Ивано-Франковск);
- отдельная рота химической защиты (Ивано-Франковск);

Итого: 192 танка (187 Т-55, 5 Т-64), 50 БМП (36 БМП-1, 14 БРМ-1К), 24 БТР (8 БТР-70, 16 БТР-60), 3 САУ 2С3, 36 миномётов 2С12, 12 РСЗО «Град».

## Послевоенный период
После войны дивизия передислоцирована в Прикарпатский военный округ с дислокацией в Ивано-Франковской области Украинской ССР.
В 1956 году в составе войск 38-й общевойсковой армии ПрикВО участвовала в Операции «Вихрь» в Венгрии.
В 1957 году переформирована в 70-ю гвардейскую мотострелковую дивизию с полным наименованием соединения: 70-я гвардейская мотострелковая Глуховская дважды Краснознамённая, орденов Суворова, Кутузова и Богдана Хмельницкого дивизия.
В январе 1991 года дивизия была переформирована в 857-ю базу хранения военной техники.
К концу 1991 года дивизия вошла в состав Вооружённых сил Украины.
В 1993 году база расформирована.

## Командование

### Командиры
- Ищенко, Яков Андреевич, генерал-майор — 14.03.1941 — 15.09.1941
- Ягунов, Павел Максимович, полковник — 25.09.1941 — 23.03.1942
- Пименов, Михаил Яковлевич, полковник — 24.03.1942 — 15.05.1942 (пропал без вести)
- Людников, Иван Ильич, полковник, с 27.01.1943 генерал-майор — 07.02.1943 — 19.06.1943
- Гусев, Иван Андреевич, полковник, с 1.09.1943 генерал-майор — 20.06.1943 — 29.04.1944
- Андриенко, Тимофей Андроникович, полковник — 30.04.1944 — 04.07.1944
- Гусев, Иван Андреевич, генерал-майор — 5.07.1944 — 25.02.1945
- Григорьев, Дмитрий Яковлевич, генерал-майор — 26.02.1945 — 10.03.1945
- Грединаренко, Леонид Иванович, полковник — 11.03.1945 — ??.07.1946
- Василевский, Леонид Дмитриевич, генерал-майор — ??.07.1946 — 26.04.1948
- Станкевский, Дмитрий Иванович, генерал-майор — 26.04.1948 — 20.04.1950
- Шурухин, Павел Иванович, полковник, с 3.08.1953 генерал-майор — 20.04.1950 — 03.11.1956
- Шляпин, Геннадий Фадеевич, полковник — 19.11.1956 — 14.11.1957
- Колотий, Александр Ильич, полковник — 14.11.1957 — 17.09.1959
- Снегов, Алексей Николаевич, полковник, с 9.05.1961 генерал-майор — 9.05.1961 — 02.03.1963
- Баюра, Дмитрий Петрович, генерал-майор — 02.03.1963 — 31.12.1968
- Куприенко, Пётр Степанович, полковник — 31.12.1968 — ?

## Награды. Почётные звания и наименования
- 21 марта 1940 года —  Орден Красного Знамени унаследован от 138-й стрелковой дивизии, награжденной указом Президиума Верховного Совета СССР за образцовое выполнение боевых заданий командования на фронте борьбы с финской белогвардейщиной и проявленные при этом доблесть и мужество[7]
- 6 февраля 1943 года — Почетное звание «Гвардейская» — присвоено приказом Народного комиссара обороны СССР за мужество и героизм, проявленные в боях за Сталинград;
- 21 июля 1943 года —  Орден Ленина — награждена указом Президиума Верховного Совета СССР за образцовое выполнение боевых заданий командования на фронте борьбы с немецкими захватчиками (в боях под Курском?) и проявленные при этом доблесть и мужество;[8]
- 31 августа 1943 года — Почетное наименование «Глуховская» — присвоено приказом Верховного Главнокомандующего от 31 августа 1944 года в ознаменование одержанной победы и отличие в боях при освобождении Глухова;
- 9 сентября 1943 года —  Орден Красного Знамени — награждена указом Президиума Верховного Совета СССР за образцовое выполнение боевых заданий командования на фронте борьбы с немецкими захватчиками, (за освобождение города Бахмач?) и проявленные при этом доблесть и мужество;[9]
- 23 марта 1944 года —  Орден Богдана Хмельницкого II степени — награждена указом Президиума Верховного Совета СССР за образцовое выполнение боевых заданий командования в боях за освобождение города Винницы и проявленные при этом доблесть и мужество[10]
- 5 апреля 1945 года — Орден Суворова II степени — награждена указом Президиума Верховного Совета СССР за образцовое выполнение заданий командования в боях с немецкими захватчиками при овладении городом Бельско и проявленные при этом доблесть и мужество;[11]
- 4 июня 1945 года —  Орден Кутузова II степени — награждена указом Президиума Верховного Совета СССР за образцовое выполнение боевых заданий командования на фронте борьбы с немецкими захватчиками при овладении городами Богумин, Фриштат,Скочув, Чадца, Великая Битча и проявленные при этом доблесть и мужество.[12]

Награды частей дивизии:
- 203-й гвардейский стрелковый Львовский[13] Краснознамённый (по преемственности от 344 стрелкового полка 138-й стрелковой дивизии)[14] орденов Суворова[15], Богдана Хмельницкого (II степени)[16] и Александра Невского[17] полк;
- 205-й гвардейский стрелковый Ясловский[18] Краснознамённый[19] орденов Суворова[15] и Александра Невского[20] полк;
- 207-й гвардейский стрелковый Краснознамённый[19] орденов Суворова[16], Богдана Хмельницкого[17](II степени) и Александра Невского[15] полк;
- 137-й гвардейский артиллерийский Львовский[13] Краснознамённый[21] полк.
- 74-й отдельный гвардейский истребительно-противотанковый ордена Богдана Хмельницкого[15] дивизион
- 77-й отдельный гвардейский сапёрный ордена Кутузова[17] батальон
- 99-й отдельный гвардейский ордена Красной Звезды[20] батальон связи

## Отличившиеся воины
Герои Советского Союза:
- Бенеш, Николай Алексеевич, командир миномётного взвода 205 гвардейского стрелкового полка, гвардии лейтенант.
- Бербешкин, Александр Андреевич, командир стрелкового батальона 203 гвардейского стрелкового полка, гвардии майор.
- Берошвили, Владимир Ливанович, командир взвода 205 гвардейского стрелкового полка, гвардии младший лейтенант.
- Бисеров, Кузьма Фёдорович, наводчик противотанкового орудия 207 гвардейского стрелкового полка, гвардии ефрейтор.
- Гавриленко, Александр Гаврилович, командир роты 205 гвардейского стрелкового полка, гвардии лейтенант.
- Гурьев, Григорий Иванович, адъютант старший батальона 203 гвардейского стрелкового полка, гвардии капитан.
- Гусев, Иван Андреевич, командир дивизии, гвардии генерал-майор.
- Демура, Владимир Федотович, помощник командира взвода связи 768-го стрелкового полка, младший командир.
- Денисов, Сергей Евдокимович, командир артиллерийской батареи 207 гвардейского стрелкового полка, гвардии лейтенант.
- Дорошенко, Трофим Тихонович, помощник командира взвода 203 гвардейского стрелкового полка, гвардии сержант.
- Елисеев, Федот Васильевич, командир стрелкового батальона 205 гвардейского стрелкового полка, гвардии капитан.
- Зубарев, Михаил Степанович, командир взвода 768-го стрелкового полка, младший лейтенант.
- Исаев, Константин Константинович, командир взвода 203 гвардейского стрелкового полка, гвардии лейтенант.
- Ишутин, Николай Фёдорович, командир стрелкового батальона 207 гвардейского стрелкового полка, гвардии старший лейтенант.
- Кауров, Фёдор Анисимович, помощник командира взвода 205 гвардейского стрелкового полка, гвардии старший сержант.
- Конев, Михаил Иванович, командир взвода разведки 205 гвардейского стрелкового полка, гвардии лейтенант.
- Коноваленко, Владимир Ануфриевич, командир 203 гвардейского стрелкового полка, гвардии майор.
- Косарев, Андрей Васильевич, дивизионный инженер, гвардии майор.
- Косоруков, Владимир Матвеевич, командир 3-го стрелкового батальона 203-го гвардейского стрелкового полка, гвардии майор.
- Макалов, Алексей Владимирович, командир отделения роты противотанковых ружей 203 гвардейского стрелкового полка, гвардии старший сержант.
- Максин, Ксенофонт Павлович, командир стрелкового батальона 205 гвардейского стрелкового полка, гвардии капитан.
- Малин, Иван Гаврилович, командир отделения взвода пешей разведки 203 гвардейского стрелкового полка, гвардии старшина.
- Мещеряков, Георгий Трофимович, командир дивизиона 137-го гвардейского артиллерийского полка, гвардии майор.
- Мильченко, Семён Калинович, командир роты 203 гвардейского стрелкового полка, гвардии старший лейтенант.
- Мищенко, Иван Васильевич, гвардии лейтенант, командир миномётного взвода 207 гвардейского стрелкового полка.
- Мухамадиев, Хамза Мурсалиевич, помощник командира взвода 205-го гвардейского стрелкового полка, гвардии старший сержант.
- Неупокоев, Владимир Александрович, командир пулемётного отделения 207 гвардейского стрелкового полка, гвардии сержант.
- Петраковский, Анатолий Иосифович, командир 2-го батальона 544-го стрелкового полка, капитан.
- Печенюк, Фёдор Иосифович, командир 205 гвардейского стрелкового полка, гвардии подполковник.
- Писклов, Василий Емельянович, помощник командира взвода 207 гвардейского стрелкового полка, гвардии старший сержант.
- Пономарёв, Виктор Павлович, телефонист 205 гвардейского стрелкового полка, гвардии рядовой.
- Ребров, Михаил Семёнович, помощник командира взвода 205 гвардейского стрелкового полка, гвардии рядовой.
- Руденко, Николай Иванович, помощник командира взвода 207 гвардейского стрелкового полка, гвардии сержант.
- Стерелюхин, Алексей Кузьмич, парторг 2 стрелкового батальона 207-го гвардейского стрелкового полка, гвардии старший лейтенант.
- Тварковский, Юрий Владимирович, командир стрелкового батальона 205 гвардейского стрелкового полка, гвардии старший лейтенант.
- Толкачёв, Григорий Васильевич, командир стрелкового батальона 203 гвардейского стрелкового полка, гвардии капитан.
- Тулинцев, Александр Семёнович, телефонист роты связи 205 гвардейского стрелкового полка, гвардии рядовой.
- Устинов, Степан Григорьевич, разведчик 205 гвардейского стрелкового полка, гвардии рядовой.
- Федорков, Владимир Александрович, командир взвода 205 гвардейского стрелкового полка, гвардии младший лейтенант.
- Хребтов, Фёдор Ефимович, командир батальона 207 гвардейского стрелкового полка, гвардии капитан.
- Черенков, Иван Максимович, командир отделения разведки 205 гвардейского стрелкового полка, гвардии сержант.
- Черненко, Василий Фёдорович, командир пулемётного взвода 203-го гвардейского стрелкового полка, гвардии сержант.
- Шульц, Михаил Михайлович, помощник командира взвода 207 гвардейского стрелкового полка, гвардии старший сержант.

 Кавалеры ордена Славы 3-х степеней:
- Боровский, Станислав Казимирович, гвардии старший сержант, помощник командира взвода автоматчиков 205 гвардейского стрелкового полка.
- Дмитриев, Матвей Иванович, гвардии младший сержант, командир орудийного расчёта 137 гвардейского артиллерийского полка.
- Злобин Дмитрий Михайлович, старшина роты 99 отдельного гвардейского батальона связи.
- Киселёв, Николай Иванович, гвардии старший сержант, командир отделения 77 отдельного гвардейского сапёрного батальона.
- Самко, Владимир Егорович, гвардии младший сержант, командир сапёрного отделения 77 отдельного гвардейского сапёрного батальона.
- Суханов, Сергей Кондратьевич, гвардии старший сержант, командир миномётного расчёта 207 гвардейского стрелкового полка.
- Шуринов, Владимир Дмитриевич, гвардии младший сержант, командир орудийного расчёта 137 гвардейского артиллерийского полка.
- Ярёменко, Илья Петрович, гвардии младший сержант, командир отделения роты автоматчиков 203 гвардейского стрелкового полка.